# Max Milton
Max Milton (artistnamn för Arne Strömbom), född 21 april 1932, död 9 oktober 2006 i Kortedala, var en svensk trollkarl från Göteborg. Han blev både svensk och nordisk mästare och vann många förstapriser i trolleritävlingar.
Från och med 1940-talet uppträdde Max Milton på krogar och sjömanskyrkor över hela världen, arbetade med artisttrupper i Australien och Sovjetunionen, i folkparker, på restauranger, båtar och cirkus. Han var förmodligen en av de första i Skandinavien som uppträdde med close-up på professionell basis. På 1960-talet fick han uppmärksamhet då han trollade med kanariefåglar och en stor kakadua. 
Senare tillverkade Max Milton trollerirekvisita till ett fåtal utvalda kollegor. Omkring 2000 drog sig Max Milton tillbaka på grund familjetragedier, men redan i december 2004 var han tillbaka igen som hedersgäst vid Frölunda Kulturhus trollerifestival, och strax därpå var han gästartist vid Angereds Teater i Göteborg och Orionteatern i Stockholm. 
Han var mentor åt bland annat Carl-Einar Häckner, Tom Stone och Lennart Green.
Max Milton är gravsatt i minneslunden på Kvibergs kyrkogård i Göteborg.